# Tatsuya Murao
Tatsuya Murao (村尾 龍矢 Murao Tatsuya?, nacido el  de 1988 en Kagoshima) es un exfutbolista japonés. Jugaba de guardameta y su último club fue el Fujieda MYFC de Japón.

## Trayectoria

### Clubes
| Club         | País  | Año         |
| ------------ | ----- | ----------- |
| FC Gifu      | Japón | 2010 - 2012 |
| Fujieda MYFC | Japón | 2013        |

## Estadística de carrera

### J. League
| Club    | Año   | J. League | J. League | Copa J. League | Copa J. League | Total | Total |
| Club    | Año   | Part.     | Goles     | Part.          | Goles          | Part. | Goles |
| ------- | ----- | --------- | --------- | -------------- | -------------- | ----- | ----- |
| FC Gifu | 2010  | 3         | 0         | -              | -              | 3     | 0     |
| FC Gifu | 2011  | 10        | 0         | -              | -              | 10    | 0     |
| FC Gifu | 2012  | 0         | 0         | -              | -              | 0     | 0     |
| Total   | Total | 13        | 0         | 0              | 0              | 13    | 0     |